# Mistrz Jerzy
Mistrz Jerzy, Jerzy, Georgius, Jurek Almanus – malarz cechowy nieznanego pochodzenia działający w Krakowie w latach 1501–1520. Był uczniem Joachima Libnawa z Drossen. W 1513 roku przyjął krakowskie prawo miejskie, a w 1520 został starszym cechu malarzy (według Encyklopedii Krakowa w 1518 z powodu zatargu opuścił Kraków). 
Jedynym sygnowanym i zachowanym dziełem jest obraz Zwiastowanie (1517, Muzeum Książąt Czartoryskich w Krakowie). Jest to środkowa część tryptyku wykonanego na zlecenie ks. Jakuba Monopedesa dla kolegiaty św. Michała Archanioła na Wawelu. Na podstawie analizy stylistyczno-porównawczej przypisuje się mu również dwa inne obrazy: wotywny obraz Krzysztofa Szydłowieckiego dla kolegiaty św. Marcina w Opatowie – Św. Anna Samotrzecia (1519, Muzeum Narodowe w Krakowie), oraz Obraz Matki Boskiej Bolesnej, zwany Smętną Dobrodziejką w kościele Franciszkanów w Krakowie.